# Пажиштя
Пажиштя (рум. Pajiștea) — село у повіті Бакеу в Румунії. Входить до складу комуни Паланка.
Село розташоване на відстані 224 км на північ від Бухареста, 65 км на захід від Бакеу, 137 км на південний захід від Ясс, 96 км на північ від Брашова.

## Населення
За даними перепису населення 2002 року у селі проживали 37 осіб, з них 33 особи (89,2%) румунів. Рідною мовою 33 особи (89,2%) назвали румунську.